# Ivan Lukačić
Marko Ivan Lukačić (italsky též jako Lucacich nebo Lucacih, latinsky Fr. Joannes de Sibinico, či Johannes Lucacich apod., * asi 1575 v Šibeniku - 20. září 1648, Split) byl chorvatský františkánský kněz, známý především jako hudební skladatel období renesance a raného baroka.

## Život
Ivan Lukačić se narodil v dalmatském Šibeniku. Přesné datum jeho narození není známo, pokřtěn byl 7. dubna 1587 v Šibeniku.

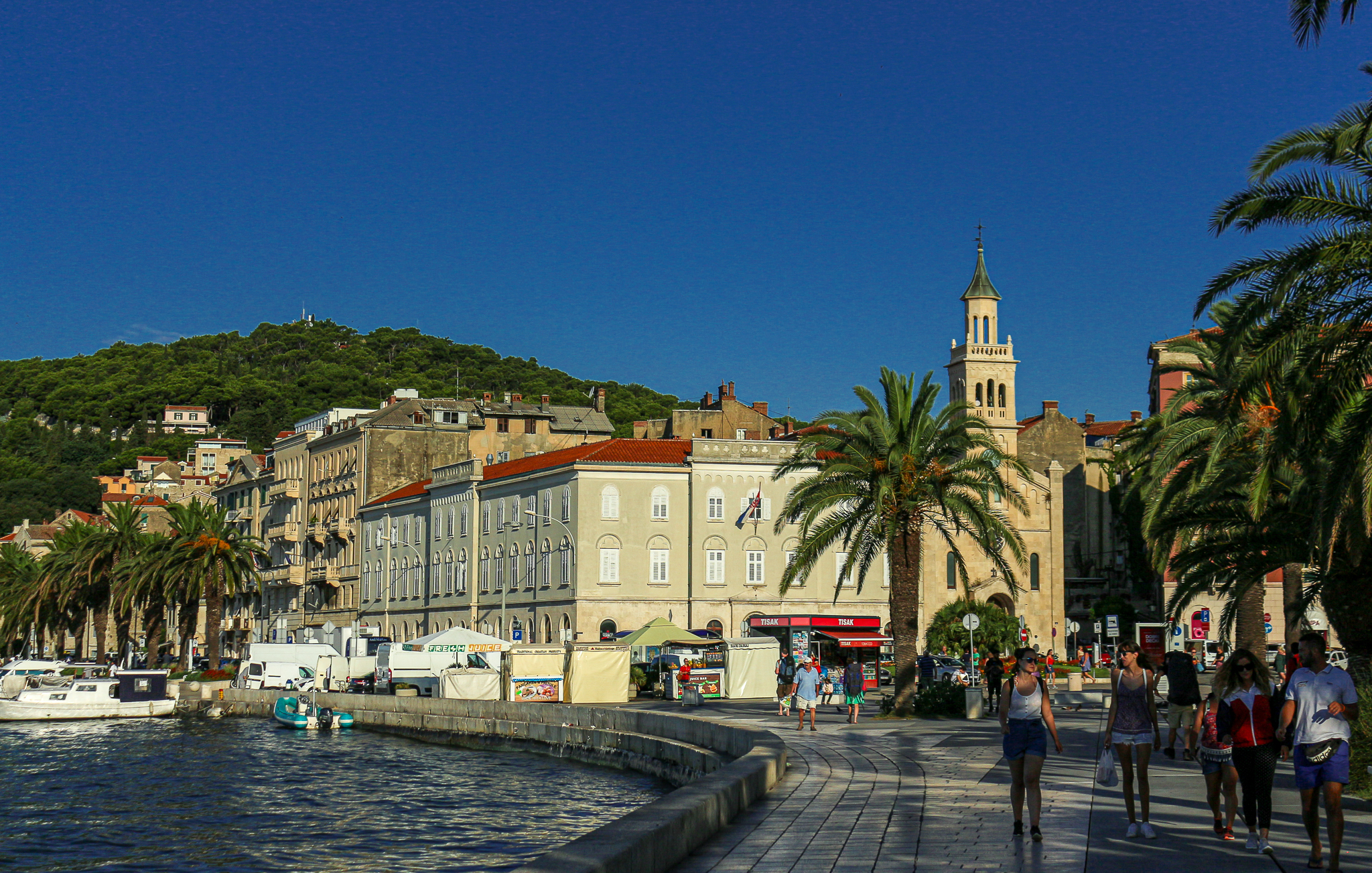
Františkánský klášter na pobřeží ve Splitu

O deset let později vstoupil do františkánského řádu a v roce 1600 byl vyslán do Itálie, kde studoval teologii a hudbu. V roce 1612 se podepisoval již jako baccalaureus a v roce 1615 v Římě získal titul Magister Musices. V roce 1614 se zúčastnil jako maestro di cappella svátku svatého Jeronýma v římském kostele svatého Jeronýma u Slovanů.
V roce 1618 se vrátil do rodného Šibeniku a o dva roky později se stal převorem františkánského kláštera ve Splitu a zároveň převzal funkci ředitele kůru a varhaníka tamní katedrály po Tomasu Cecchinovi.
Zatímco o Lukačićově pobytu v Itálii není mnoho informací, jeho splitské působení ve funkci převora i hudebníka je bohatě zdokumentováno a jeho význam pro tehdejší hudební život v Dalmácii byl prvořadý.
Po studiích v kde získal titul Magister Musices, se vrátil do vlasti. Usadil se ve Splitu, kde po převzal funkci sbormistra a varhaníka splitského stolního kostela po Cecchinim. Byl strážcem kláštera sv. Františka na pobřeží, kde byl po 30 letech služby pohřben vedle hrobu Marka Maruliće.
Fra Ivan Lukačić zemřel ve Splitu po 30 letech duchovní služby dne 20. září 1648 a byl pohřben vedle hrobu humanistického spisovatele Marka Maruliće.

## Tvorba
Lukačićova moteta do Chorvatska přinesla na samém počátku 17. století, téměř současně s jeho působením v Itálii, nový monodický styl.
V roce 1620 v Benátkách vydal svou sbírku 27 motet Sacrae cantiones pro jeden až pět sólových hlasů, basso continuo a některé i se sborem. Podle titulní strany a věnování je tehdejší maestro di cappella v kostele dei Frari v Benátkách, Giacomo Finetti, předal splitskému arcibiskupovi. Lukačić během svého dlouhého pobytu v Itálii napsal zřejmě celkem 27 motet. Charakteristické pro jeho monodie jsou jasné melodické linky a jednoduché harmonické plynutí.
Monodická moteta jako Cantabo Domino, Sicut cedrus a Oscluletur me, podobně jako většina skladeb ze sbírky založená na biblickém textu nebo liturgickém čtení, jsou skvěle vyvážené miniatury.
Jeho dvoudílná moteta Da pacem, Domine vynijakí virtuozitou, zatímco třídílné Domine, puer meus obsahuje oratorní dramatický dialog mezi Kristem, vypravěčem a setníkem.
Čtyřdílná Quam pulchra es má sborové prima pratica sekce, gabrielské refrény v tanečním rytmu, sólové party jsou v novém stylu seconda pratica. Počátkem 17. století byl v Dalmácii již přijat nový barokní styl a Split, kde působili skladatelé jako T. Cecchini a M. Romano, byl jedním z nejvýznamnějších hudebních center. Lukačić dosáhl jemné syntézy raně barokního benátského církevního stylu a místních zvláštností.
- Sacrae cantiones singulis binis ternis quaternis quinisque vocibus concinendae, Venezia, A. Gardano, 1620
- 1 moteto přetištěno v Deliciae sacrae musicae… Quas ex lectissimo lectissimorum nostri aevi musicorum penu, quaternis vocibus, cum basso ad organum applicato, suavissime modulandas exprompsit… ac… publice posuit, Ioannes Reininger, Ingolstadt, 1626 (RISM 1626/2)
- 5 motet přetištěných v Promptuarii musici concentus ecclesiasticos CCXXXVI. selectimos, II. III. & IV. vocum. Cum basso continuo & generali, organo applicato, e diversis et praestantissimis Germaniae Italiae et aliis aliarum terrarum musicis collectos exhibens, pars tertia… Opera et studio Joannis Donfrid, scholae Neccaro Rottenburgicae, nec non ad D. Martini ibidem musices moderatoris, Strasbourg, 1627, sv. 3 (RISM 1627/1).

## Odkaz
- Chorvatská hudební společnost „Tomislav“ v roce 1938 ve splitském klášteře sv. Františka na pobřeží Ivanu Lukačićovi vztyčila pamětní desku.
- Na hudební akci Varaždinský barokní večer se uděluje Cena Ivana Lukačiće